# 638-ма козача рота
638-ма козача рота (нім. Kosaken Kompanie 638, рос. 638-я казачья рота) — військовий підрозділ Вермахту періоду Другої світової війни, що був укомплектований козаками.

## Історія
При штабі 5-ї танкової дивізії на тилах групи армій «Центр» сформували восени 1942 східну роту під командуванням майора Еверта фон Рентельна чисельністю 200 осіб, що брала участь в боях під Ржевом. Рота була моторизована і діяла самостійно. У жовтні-листопаді 1943 була перейменована на 638-му козачу роту та переведена до Франції, де в районі Руаяну увійшла до складу 750-й козачого полку особого призначення, перейменованого у квітні 1944 на 360-й козачий гренадерський полк. У полку виконувала штабні та господарські функції. Разом з 622-м та 623-м козачими батальйонами у лютому 1945 була передана для формування 3-ї козачої пластунської дивізії 15-го козачого корпусу кавалерії СС. На початку травня 1945 вони капітулювали у Австрії перед британськими підрозділами.